# Portada/efemèride novembre 15
Ellen Curtis Demorest
« 14 de novembre · 15 de novembre · 16 de novembre »